# Francis Brown (cónego)
Francis Brown DD (1670 - 7 de setembro de 1724) foi um cónego de Windsor de 1713 a 1724.

## Carreira
Ele foi educado no Eton College e no St John's College, em Cambridge, e formou-se em 1693. Ele então mudou-se para o King's College, Cambridge e formou-se MA em 1696 e DD em 1712.
Ele foi nomeado:
- Capelão no King's College, Cambridge 1693 - 1694
- Vigário de Shalford 1694

Ele foi nomeado para a décima segunda bancada na Capela de São Jorge, Castelo de Windsor em 1713, e manteve a posição até 1724.